# Maggini (cratera marciana)
A cratera Maggini é uma cratera de impacto de 143 km de diâmetro no quadrângulo de Arabia em Marte situada a 27.7º N e 9.4º E. Ela recebeu este nome em referência ao astrônomo italiano Mentore Maggini (1890-1941). 
Sitada a norte de Arabia Terra, essa cratera se encontra num estágio avançado de erosão, algumas partes de sua borda permanecem visíveis em comparação ao terreno circundante. 